# Рабіцу
Рабіцу, рабісу — посада намісника провінції у захопленому Стародавнім Єгиптом Ханаані. Відомі зокрема рабіцу Амурру (його резиденцією був Цумур), Упе (він мешкав у Куміду) і власне Ханаану (його «столицею» була Газа).
Рабіцу був представником фараона, а також здійснював управління над ввіреною йому провінцією і контроль над містами та дрібнішими правителями. У його повноваження входили збір податків, судові функції, командування розташованими в провінції військовими загонами, господарське адміністрування. Призначення на посаду рабіцу супроводжувалося урочистою церемонією, під час якої фараон надягав на палець наміснику золоте кільце — символ влади. Зазвичай намісниками ставали знатні єгиптяни, але іноді виняток робили для відданих трону вихідців з місцевого населення.
Згодом рабіцу стали іменувати намісників не лише у Ханаані, але й на Кіпрі (Аласії) та в самому Єгипті (хоча, можливо, цю назву використовували як звичайний синонім), а також уповноважених фараоном дипломатів. Самі мешканці Ханаану зазвичай використовували для позначення рабіцу власний термін сокен, а іноді прирівнювали титул рабіцу до царського, і навпаки.